# モンテルーポ・アルベーゼ
モンテルーポ・アルベーゼ（伊: Montelupo Albese）は、イタリア共和国ピエモンテ州クーネオ県にある、人口約500人の基礎自治体（コムーネ）。

## 地理

### 位置・広がり

#### 隣接コムーネ
隣接するコムーネは以下の通り。
- ディアーノ・ダルバ
- ロデッロ
- セッラルンガ・ダルバ
- シーニオ

#### 地震分類
イタリアの地震リスク階級 (it) では、4 に分類される
。